# 6 Cephei

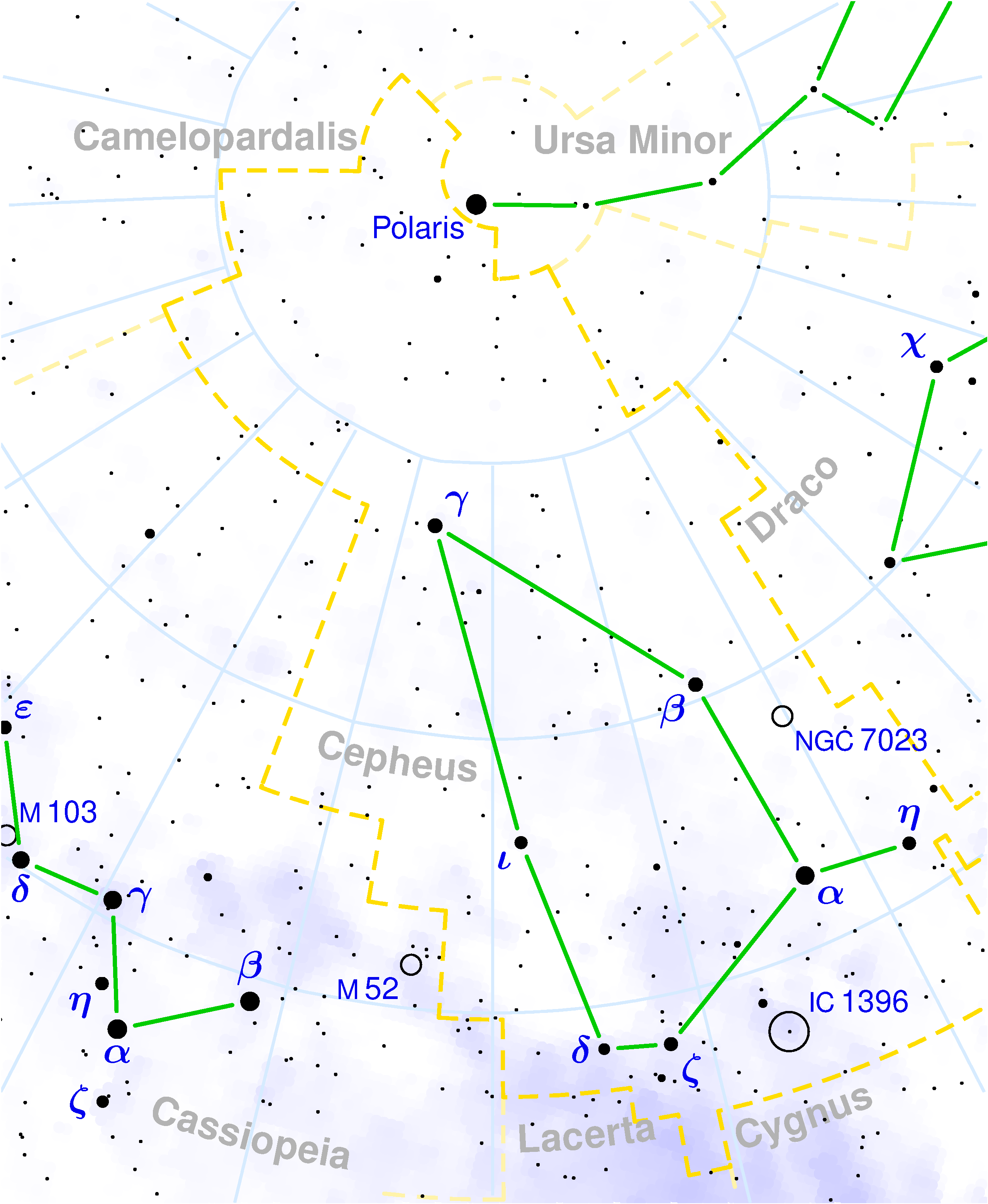
Stjärnbilden Cepheus.

6 Cephei, eller V382 Cephei, är en eruptiv variabel av Gamma Cassiopeiae-typ (BE) i stjärnbilden Cepheus.  Stjärnan varierar i magnitud 5,08–5,23.